# Mads Christian Esbensen
Mads Christian Esbensen (født 1976) er en dansk kommunikationsrådgiver, forfatter og kommentator. 
Esbensen er uddannet cand.scient.pol. fra Københavns Universitet og har desuden en HA i kommunikation fra Copenhagen Business School. Han har været ansat i Arbejdsmarkedsstyrelsen, men kom i 2000 til SU-styrelsen. I 2001 blev han ansat i Fødevareministeriet. Han blev i 2003 ansat i JKL Group. I 2006 kom han til Burson-Marsteller. I 2007 var han klummeskribent på Nyhedsavisen og fra 2008 til 2012 var han igen hos JKL Group heriblandt en periode som direktør. I 2013 startede han sit eget bureau under navnet Policy Group.
Esbensen har tidligere været ekstern lektor i politisk kommunikation ved Roskilde Universitet og Københavns Universitet.